# Чепел-Айленд 5
Чепел-Айленд 5 (англ. Chapel Island 5) — індіанська резервація в Канаді, у провінції Нова Шотландія, у межах графства Ричмонд.

## Населення
За даними перепису 2016 року, індіанська резервація нараховувала 506 осіб, показавши зростання на 5,2%, порівняно з 2011-м роком. Середня густина населення становила 90,1 осіб/км².
З офіційних мов обидвома одночасно володіли 15 жителів, тільки англійською — 495. Усього 205 осіб вважали рідною мовою не одну з офіційних, з них усі — одну з корінних мов.
Працездатне населення становило 62,5% усього населення, рівень безробіття — 42,2%.
Середній дохід на особу становив $21 726 (медіана $16 832), при цьому для чоловіків — $21 830, а для жінок $21 632 (медіани — $15 232 та $17 920 відповідно).
19,2% мешканців мали закінчену шкільну освіту, не мали закінченої шкільної освіти — 37%, 42,5% мали післяшкільну освіту, з яких 25,8% мали диплом бакалавра, або вищий.
| Статево-вікова структура населення | Статево-вікова структура населення | Статево-вікова структура населення | Статево-вікова структура населення | Статево-вікова структура населення |
| ---------------------------------- | ---------------------------------- | ---------------------------------- | ---------------------------------- | ---------------------------------- |
|                                    |                                    |                                    |                                    |                                    |
| Всього                             | Всього                             | 48,0%52,0%                         |                                    |                                    |
| 0 — 14 років                       | 0 — 14 років                       |                                    | 28%                                | 28%                                |
| 15 — 64 років                      | 15 — 64 років                      |                                    | 66%                                | 66%                                |
| 65 і більше                        | 65 і більше                        |                                    | 6%                                 | 6%                                 |
| Середній вік (років)               | Середній вік (років)               | 28,729,9                           | 29,3                               | 29,3                               |
| Медіана (років)                    | Медіана (років)                    | 25,523,2                           | 24,2                               | 24,2                               |
| — чоловіки — жінки                 |                                    |                                    |                                    |                                    |

| Походження мешканців:     | Походження мешканців:     | Походження мешканців: | Походження мешканців: | Походження мешканців: |
| ------------------------- | ------------------------- | --------------------- | --------------------- | --------------------- |
| Походження                |                           |                       | осіб                  | %                     |
| Корінні американці        | Корінні американці        |                       | 485                   | 96.04%                |
| Інше північноамериканське | Інше північноамериканське |                       | 15                    | 2.97%                 |
| Європейське               | Європейське               |                       | 105                   | 20.79%                |
| британське                | британське                |                       | 70                    | 13.86%                |
| французьке                | французьке                |                       | 35                    | 6.93%                 |
| Карибське                 | Карибське                 |                       | 10                    | 1.98%                 |
| Африканське               | Африканське               |                       | 10                    | 1.98%                 |

## Клімат
Середня річна температура становить 5,8°C, середня максимальна – 21°C, а середня мінімальна – -10,4°C. Середня річна кількість опадів – 1 513 мм.
| Клімат поселення                              | Клімат поселення | Клімат поселення | Клімат поселення | Клімат поселення | Клімат поселення | Клімат поселення | Клімат поселення | Клімат поселення | Клімат поселення | Клімат поселення | Клімат поселення | Клімат поселення | Клімат поселення |
| Показник                                      | Січ.             | Лют.             | Бер.             | Квіт.            | Трав.            | Черв.            | Лип.             | Серп.            | Вер.             | Жовт.            | Лист.            | Груд.            |                  |
| Середній максимум, °C                         | −0,7             | −1,96            | 1,49             | 6,47             | 11,57            | 16,46            | 19,63            | 21,03            | 17,54            | 12,48            | 7,90             | 1,90             |                  |
| Середня температура, °C                       | −4,92            | −6,19            | −2,73            | 2,24             | 7,33             | 12,24            | 16,50            | 17,89            | 14,41            | 9,33             | 4,75             | −1,25            |                  |
| Середній мінімум, °C                          | −9,15            | −10,41           | −6,97            | −1,99            | 3,10             | 8,00             | 13,37            | 14,75            | 11,28            | 6,19             | 1,60             | −4,39            |                  |
| Норма опадів, мм                              | 147              | 118              | 125              | 120              | 107              | 107              | 100              | 108              | 115              | 139              | 156              | 171              |                  |
| Середньомісячна швидкість вітру, м/с          | 5.74             | 5.50             | 5.51             | 5.08             | 4.90             | 4.75             | 4.49             | 4.45             | 4.87             | 5.37             | 5.55             | 5.78             |                  |
| Середньомісячна сонячна радіація, кДж/м²·день | 4466             | 7690             | 11695            | 14879            | 18224            | 20161            | 19845            | 17401            | 13235            | 8272             | 4700             | 3492             |                  |
| --------------------------------------------- | ---------------- | ---------------- | ---------------- | ---------------- | ---------------- | ---------------- | ---------------- | ---------------- | ---------------- | ---------------- | ---------------- | ---------------- | ---------------- |
| Джерело:                                      |                  |                  |                  |                  |                  |                  |                  |                  |                  |                  |                  |                  |                  |